# Julia von Frihling
Julia von Frihling (* 26. Februar 1968 in Hamburg) ist eine deutsche Filmeditorin. Sie war unter anderem für die  Montage von Otto Waalkes’ Kinofilm 7 Zwerge – Männer allein im Wald verantwortlich, einem der bisher erfolgreichsten deutschen Filme.

## Leben und Werk
Julia von Frihling begann ihre Karriere 1989 als Ton- und Synchron-Editorin bei Studio Funk in Hamburg, wo sie hauptsächlich an der Synchronisation von amerikanischen Filmen arbeitete. 1991 und 1992 war sie als freie Editorin für Synchronisation und Werbung neben Studio Funk auch bei Hamburger Synchron, Autoren Synchron, Interteam TV sowie Hamburg Film tätig.
Ab 1993 sammelte von Frihling ihre ersten Erfahrungen als Editorin bei 13 Folgen von Otto – Die Serie, wo sie Ausschnitte aus alten Edgar Wallace Filmen mit neuem, von Otto Waalkes hergestelltem Material verknüpfte. Zu diesem Zweck eignete sie sich das AVID-Schnittsystem an, welches damals noch in den Kinderschuhen steckte, bald darauf aber zum Marktführer aufsteigen sollte.
Julia von Frihling montiert überwiegend Fernsehspielfilme und Fernsehserien. Seit dem Ende der 1990er verbindet sie eine äußerst schaffensfrohe Arbeits-Beziehung mit dem Regisseur und Drehbuchautor Thorsten Näter: Sie hat um die 50 seiner Langfilme geschnitten, fast alles Krimis. Außerdem arbeitete sie mehrfach mit Thomas Bohn und Jürgen Bretzinger zusammen.

## Filmografie (Auswahl)
Wo nicht anders ausgewiesen, handelt es sich um einen Fernsehspielfilm.
- 1995: Otto – Die Serie (Fernsehserie, 13 Folgen) – Regie: Otto Waalkes
- 1995–1996: Große Freiheit (Fernsehserie, 3 Folgen) – Regie: Daniel Helfer
- 1997: Alarm für Cobra 11 – Die Autobahnpolizei (Fernsehserie, zwei Folgen) – Regie: Peter Vogel
- 1997: Der kleine Unterschied – Regie: Thomas Bohn
- 1998: Ferkel Fritz – Regie: Peter Timm
- 1998: Das Glück wohnt hinterm Deich – Regie: Jürgen Bretzinger
- 1998: Dr. Mad – Halbtot in Weiß – Regie: Jürgen Bretzinger
- 1998: Kein Mann für eine Nacht – Regie: Thomas Bohn
- 1999: Delta Team – Auftrag geheim! (Fernsehserie, 2 Folgen) – Regie: Thorsten Näter
- 1999: Bangkok – Ein Mädchen verschwindet – Regie: Thorsten Näter
- 1999: Stahlnetz: Die Zeugin (Fernsehreihe) – Regie: Thomas Bohn
- 1999: Stahlnetz: Der Spanner (Fernsehreihe) – Regie: Thomas Bohn
- 2000: Im Club der Millionäre – Regie: Thorsten Näter
- 2000: Verhängnisvolles Glück – Regie: Thorsten Näter
- 2001: Doppelter Einsatz: Das Alibi (Fernsehreihe) – Regie: Thorsten Näter
- 2001: Ein Zwilling zuviel – Regie: Thomas Bohn
- 2001: Stahlnetz: Das gläserne Paradies (Fernsehreihe) – Regie: René Heisig
- 2001: Liebe. Macht. Blind. – Regie: Thorsten Näter
- 2002: Doppelter Einsatz: Verraten und verkauft (Fernsehreihe) – Regie: Thorsten Näter
- 2002: Doppelter Einsatz: Im Visier der Bestie – Regie: Thorsten Näter
- 2002: Mit dem Rücken zur Wand – Regie: Thorsten Näter
- 2002: Familie XXL – Regie: Peter Timm
- 2002: Broti & Pacek – Irgendwas ist immer (TV-Comedy-Serie, 2 Folgen) – Regie: Bodo Schwarz
- 2003: Doppelter Einsatz: Langer Samstag – Regie: Thorsten Näter
- 2003: Bella Block: Kurschatten (Fernsehreihe) – Regie: Thorsten Näter
- 2004: Doppelter Einsatz: Harte Bandagen – Regie: Thorsten Näter
- 2004: Bella Block: Hinter den Spiegeln – Regie: Thorsten Näter
- 2004: Klassenfahrt – Geknutscht wird immer – Regie: Lars Montag
- 2004: 7 Zwerge – Männer allein im Wald (Kinospielfilm) – Regie: Sven Unterwaldt
- 2004: Wilsberg: Tödliche Freundschaft (Fernsehreihe) – Regie: Thorsten Näter
- 2005: Doppelter Einsatz: Gefährliche Liebschaft – Regie: Thorsten Näter
- 2005: Prinz und Paparazzi – Regie: Jürgen Bretzinger
- 2006: Doppelter Einsatz: Schatten der Vergangenheit – Regie: Thorsten Näter
- 2006: Das Duo: Der Sumpf (Fernsehreihe) – Regie: Thorsten Näter
- 2006: Die Abrechnung – Regie: Thorsten Näter
- 2007: Einfache Leute – Regie: Thorsten Näter
- 2007: Tatort: Spätschicht (Fernsehreihe) – Regie: Thorsten Näter
- 2008: Späte Rache – Eine Familie wehrt sich – Regie: Thorsten Näter
- 2008: Ein starkes Team: Mit aller Macht – Regie: Thorsten Näter
- 2008: Mordgeständnis – Regie: Thorsten Näter
- 2009: Polizeiruf 110: Fehlschuss (Fernsehreihe) – Regie: Thorsten Näter
- 2009: 30 Tage Angst – Regie: Thorsten Näter
- 2009: Polizeiruf 110: Tod im Atelier – Regie: Thorsten Näter
- 2010: Die Toten vom Schwarzwald – Regie: Thorsten Näter
- 2010: Ungesühnt – Regie: Thorsten Näter
- 2011: Eine Nacht im Grandhotel – Regie: Thorsten Näter
- 2011: Ein starkes Team: Tödliches Schweigen – Regie: Thorsten Näter
- 2011: Polizeiruf 110: Leiser Zorn – Regie: Thorsten Näter
- 2011: Am Ende die Hoffnung – Regie: Thorsten Näter
- 2012: Nur eine Nacht – Regie: Thorsten Näter
- 2013: Ein starkes Team: Die Frau im roten Kleid – Regie: Thorsten Näter
- 2013: Mord nach Zahlen – Regie: Thorsten Näter
- 2014: Ein starkes Team: Alte Wunden – Regie: Thorsten Näter
- 2014: Verhängnisvolle Nähe – Regie: Thorsten Näter
- 2014: Ein starkes Team: Späte Rache – Regie: Thorsten Näter
- 2015: Ein starkes Team: Beste Freunde – Regie: Thorsten Näter
- 2015: Rentnercops: Jeder Tag zählt! (Fernsehserie, 5 Folgen) – Regie: Thorsten Näter
- 2016–2019: Der Bozen-Krimi (Fernsehreihe) – Regie: Thorsten Näter
  - 2016: Das fünfte Gebot
  - 2016: Herz-Jesu-Blut
  - 2017: Am Abgrund
  - 2017: In der Falle
  - 2019: Leichte Beute
  - 2019: Falsches Spiel
  - 2019: Mörderisches Schweigen
  - 2019: Gegen die Zeit
  - 2020: Blutrache
  - 2020: Tödliche Stille
  - 2021: Mord am Penser Joch
  - 2022: Verspieltes Glück
- 2017: Matula – Regie: Thorsten Näter
- 2018: Matula – Der Schatten des Berges – Regie: Thorsten Näter
- 2019: Jenseits der Angst
- 2021: Tödliche Gier (Fernsehfilm) – Regie: Thorsten Näter